# Naringina diidrocalcone
La naringina diidrocalcone è un edulcorante artificiale derivato dalla naringina, una sostanza amara trovata negli agrumi.